# Prowincje Francji
Terminu prowincje używa się obecnie celem uproszczenia dla opisu podziałów geograficznych, kulturalnych, etnologicznych, historycznych, także administracyjnych Francji przed podziałem kraju na departamenty w 1790 r. 
W swoim współczesnym sensie słowo pojawiło się w XV w. i odtąd nasilało się jego wykorzystanie zarówno w aktach urzędowych jak i obiegu potocznym. Występowało w tak różnych kontekstach, że odnosząc się do dowolnej epoki czy słownika, znajdziemy zawsze definicje nie do końca precyzyjne. Najbardziej rozpowszechniona pozostaje ta dotycząca jednostki terytorialnej. Kwestionowali ją niektórzy francuscy geografowie, wśród nich Onésime Reclus, wskazując, że pojęcie « prowincja » nie opisuje żadnej konkretnej rzeczywistości. Dlatego też liczne listy i mapy wyliczające prowincje Francji nie będą nigdy idealnie przystające ani dokładnie porównywalne. 
Próba definicji: terytorium przeważnie dużej wielkości, którego mieszkańcy dzielą szereg cech charakterystycznych, wspólną historię, kulturę i obyczaje, szczególne tradycje, przywileje i prawa zwyczajowe różne od prowincji sąsiednich, nieraz także odrębny język lub przynależność etniczną, często istniejące uprzednio i niezależnie od całej organizacji administracyjnej. Prowincję tworzy zazwyczaj kilka różnych krain, na jej terenie położona jest większa liczba miast, a jej najczęstszy podział wyróżnia część « górną » (haute) i « dolną » (basse). 
I tak, przed rewolucją, na terytorium francuskie składało się wiele obszarów wyodrębnionych geograficznie czy demograficznie, zwłaszcza zaś wyznaczonych przez prawo, różnych wedle kryterium obejmujących je władz, takich jak: metropolie, diecezje, księstwa, baronie, gubernie (gouvernements), kraje stanów (pays d'états), kraje elekcji (pays d'élection), okręgi generalne (généralités), baliwaty (baillages), obszary jurysdykcji parlamentów (parlements) itd. Często po instytucjach tych następowała nazwa regionu, która, choć jednego brzmienia we wszystkich przypadkach, mogła wskazywać na nieprzystające geograficznie terytorium. Przykładowo obszar jurysdykcji parlamentu, gubernia i okręg generalny Artois nie odnosiły się do tego samego terytorium. 
Francuska Konstytuanta, zniósłszy w nocy z 4 na 5 sierpnia 1789 r. wszystkie regionalne prawa feudalne, zadecydowała wprowadzić jednolity podział terytorium kraju na departamenty, ten sam dla wszystkich funkcji państwa: wojskowej, religijnej, administracyjnej, sądowniczej, fiskalnej itd. Miasto wybrane stolicą każdego departamentu miało skupiać ośrodki wszystkich tych funkcji, goszcząc jednocześnie prefekturę, trybunał, uniwersytet, jednostkę wojskową, biskupstwo, targ czy szpital. Pełnej realizacji planu stanęły na przeszkodzie protesty miast pozbawionych swojego arsenału, uniwersytetu czy sądu, które dotąd odgrywały ważną rolę w ich życiu.

## Plemiona galijskie: najstarsze rozumienie
Galię zamieszkiwało ponad sto plemion (trzysta wedle Józefa Flawiusza), często różnych w zwyczajach. Juliusz Cezar dla określenia każdego z tych niezależnych "państw" używał pojęcia civitas, część z nich dzieląc na pagi. Wiele mniejszych plemion galijskich pozostawało w stosunku zależności i podległości wobec sąsiadów. Wspólnoty plemienne można by opisać jako najwcześniejsze prowincje Francji, istniejące jeszcze przed wkroczeniem alfabetu. 

Warto zauważyć, że dawne państwa galijskie zachowały aż do czasów bardzo nam niedalekich swoje nazwy, granice i swego rodzaju zwyczajowy byt w ludzkich wspomnieniach i afektach. Tak samo Rzymianie jak i Germanie, feudalizm czy monarchia nie zniszczyły tych żywotnych jednostek. Odnajdziemy je jeszcze w prowincjach i krainach współczesnej Francji.

## Prowincje rzymskie: organizacja normatywna

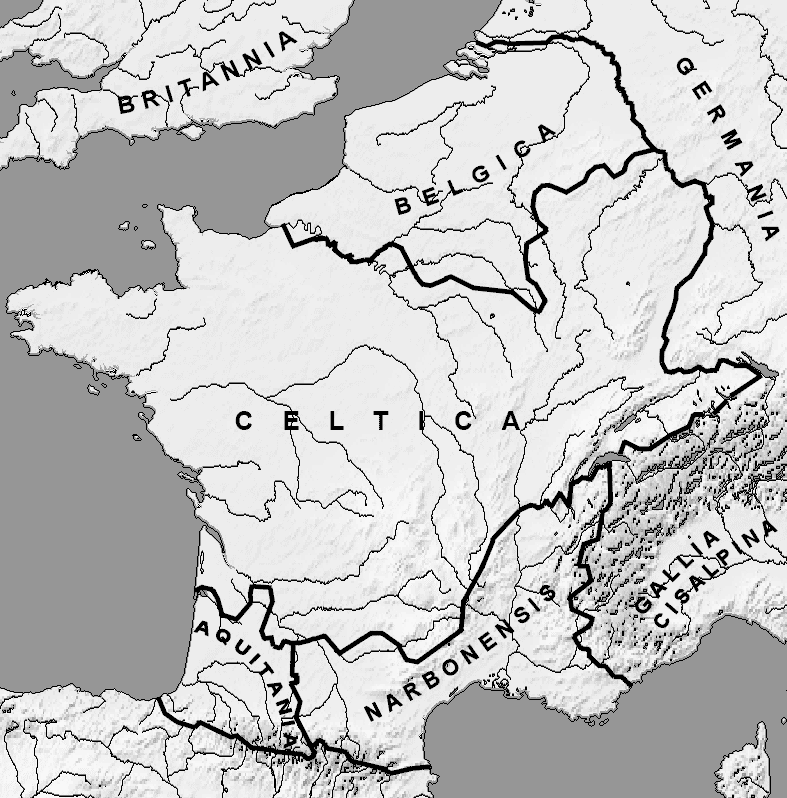
Części Galii (58 r. p.n.e.)

Łacińska etymologia terminu wskazuje na jego pierwotny sens: pro vincere, terytorium zdobyte. Wszystkie rzymskie prowincje Galii (provincia) miały precyzyjnie określony status prawny, jasno wytyczone granice i skodyfikowane struktury administracyjne. Liczba, granice i organizacja tych prowincji zmieniały się znacząco na przestrzeni wieków. Każdą zarządzał prokonsul lub propretor. W ciągu czterech wieków rzymskiego panowania liczba prowincji w Galii zwiększyła się od 3 do 11, w związku z ekspansją Cesarstwa i przekształceniami jego podziałów za czasów tetrarchii. Liczba mniejszych jednostek, civitas, wzrosła z 33 do 113.

## Prowincje kościelne: odcivitasdo diecezji
We Francji prowincjami nazywa się czasem także metropolie, terytoria objęte zwierzchnictwem arcybiskupa metropolitalnego kościoła rzymskokatolickiego. Związane jest to z ich pochodzeniem od prowincji rzymskich, gdzie u schyłku Cesarstwa administrowali pierwsi biskupi. 
Na metropolie składały się diecezje, które w wyniku tego samego procesu zastąpiły galijsko-rzymskie civitas utrzymując ich nazwę. Diecezje dzieliły się na parafie, czyli wspólnoty mieszkańców zdolne zebrać się w jednym kościele. Nazwy i granice parafii skutecznie zachowały się w 36 tys. współczesnych gmin francuskich. 
Francuskie okręgi kościelne w związku z ich statusem dóbr martwej ręki pozostają najstarszym i najstabilniejszym podziałem terytorialnym kraju, choć zmienianym kilkakrotnie, np. w reformie 1802 r.

## Prowincje sądownicze: parlamenty, baliwaty i seneszalie
Pod względem prawa i zwyczajów terytorium korony francuskiej dzieliło się z jednej strony na obszar prawa pisanego (w większości obszar zwany dziś Oksytanią) i obszar prawa zwyczajowego (Północ). W obrębie obu funkcjonowało po kilka parlamentów (najwyższych sądów). Ich obszary jurysdykcji to prowincje sądownicze (provinces judiciaires) Francji. Podlegało im całe sądownictwo królewskie podzielone na okręgi sądownicze - nazywane baliwatami (bailliages) na Północy lub seneszaliami (sénéchaussées) na Południu. Każdy taki okręg mógł obejmować kilka obszarów o szczególnych zwyczajach, zwanych krajami (pays). Najogólniej mówiąc te ostatnie wywodziły się z dawnych vigueries, które utrzymały lokalne zwyczaje. Przykładowo seneszalia Quercy podzielona była na pięć seneszalii drugiego rzędu, wywodzących się z pięciu dawnych vigueries.

## Prowincje fiskalne: stany, elekcje i okręgi generalne
Część autorów wiąże koncepcję prowincji Francji z okręgiem generalnym. Bez wątpienia oba pojęcia nakładają się niejednokrotnie, wówczas gdy obszar okręgu generalnego odzwierciedla mniej czy więcej obszar starszej jednostki terytorialnej jak np. któregoś z lenn Francji. Nie można jednak dopatrywać się tu synonimiczności - terminu "prowincja" nie użyjemy np. dla opisu okręgu generalnego Auch czy okręgu generalnego Soissons. 

## Prowincje wojskowe: od wielkich lenn do guberni
Wielkie lenna to lenna zależne bezpośrednio od korony francuskiej (księstwa, hrabstwa, marchie) i winne jej pomoc wojskową.
Oprócz księstwa Francji, które stało się domeną królewską, sześć pierwszych wielkich lenn posiadało rangę parostwa: 
- trzy księstwa - Akwitanii, Gaskonii i Normandii
- trzy hrabstwa - Tuluzy, Flandrii, Szampanii.

Ich beneficjenci uprawnieni byli do wyboru króla Francji wespół z sześcioma parami kościelnymi:
- trzy biskupstwa-księstwa - arcybiskupstwa Reims, Sens i Langres
- trzy biskupstwa-hrabstwa - biskupstwa Beauvais, Noyon i Châlons.

Liczba wielkich lenn zmieniała się na przestrzeni wieków w wyniku dziedziczenia, konfiskat, podbojów, strat, traktatów i wzrastała wraz z definitywnymi przyłączeniami hrabstwa Prowansji, księstwa Burgundii, księstwa Bretanii, księstwa Sabaudii, księstwa Lotaryngii itd. Niektóre z tych lenn po prostu powracały do korony, jak księstwo Burgundii, którego pierwszym beneficjentem był brat Hugona Kapeta, niektóre zaś były rzeczywistymi nabytkami jak księstwo Sabaudii, Korsyka, hrabstwo Venaissin czy hrabstwo Nicei.
W przeciwieństwie do prowincji kościelnych ich obszar nie był stały i zależał od aktualnych posiadłości ich beneficjentów i zmian politycznych. Przykładowo w XII w. zniknęło księstwo Gaskonii.
Pojęciem o kluczowym znaczeniu będą tu jednak gubernie (gouvernements) - okręgi, które obejmowały wszystkie mniejsze i większe lenna i służyły ich zarządowi. Stanowiły podstawowe okręgi terytorialne dla celów obronności i sądów marszałkowskich, zaciągu do wojska, budowy placów, arsenałów i twierdz, sądownictwa wojskowego i w związku z tym wszystkich kwestii szlacheckich, heraldycznych itp. 
Pod koniec istnienia ancien régime'u, nie licząc terytoriów zamorskich, jak Antyle czy Pondichéry, we Francji istniało trzydzieści sześć guberni, obsadzonych przez gubernatorów odpowiedzialnych za obronność. 
Wraz z regionami przyłączonymi do Francji po 1791 r. będą tym, co dziś najczęściej nazywamy prowincjami Francji.

### Lista prowincji Francji
Orientacyjna mapa przedstawia główne prowincje Francji wraz z ich stolicami (w nawiasach), przed podziałem na departamenty w 1790 r., na podstawie podziału na gubernie (gouvernements). Miasta pogrubioną czcionką były także siedzibą parlamentu lub conseil souverain.

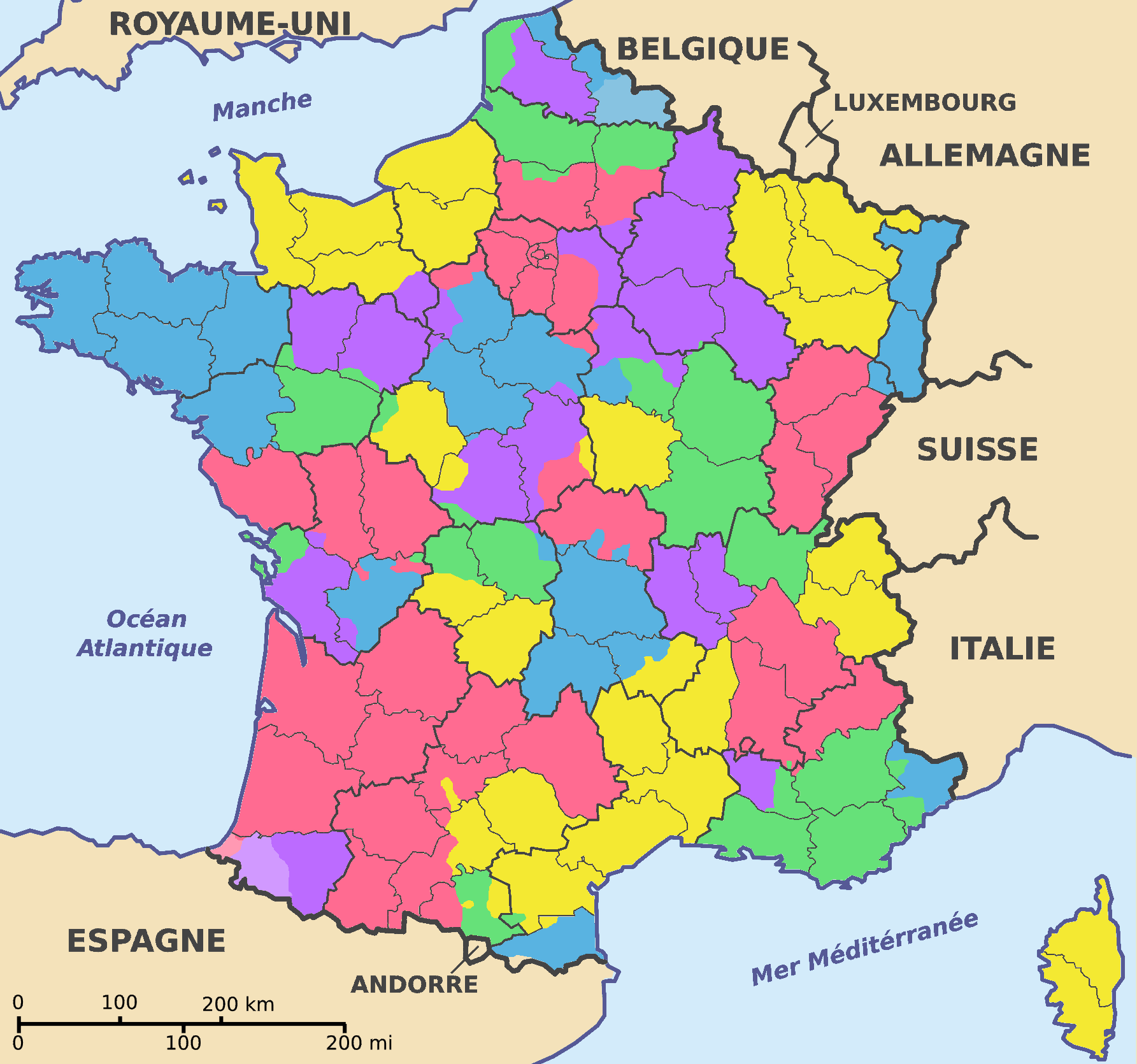
Prowincje na mapie współczesnych departamentów

| 1. Île-de-France (Paryż) 2. Berry (Bourges) 3. Orleania (Orlean) 4. Normandia (Rouen) 5. Langwedocja (Tuluza) 6. Lyonnais (Lyon) 7. Delfinat (Grenoble) 8. Szampania (Troyes) 9. Aunis (La Rochelle) 10. Saintonge (Saintes) 11. Poitou (Poitiers) 12. Akwitania i Gaskonia (Bordeaux) 13. Burgundia (Dijon) 14. Pikardia (Amiens) 15. Andegawenia (Angers) 16. Prowansja (Aix-en-Provence) 17. Angoumois (Angoulême) | 18. Burbonia (Moulins) 19. Marche (Guéret) 20. Bretania (Rennes) 21. Maine (Le Mans) 22. Turenia (Tours) 23. Limousin (Limoges) 24. Foix (Foix) 25. Owernia (Clermont-Ferrand) 26. Béarn (Pau) 27. Alzacja (Strasburg, conseil souverain w Colmar) 28. Artois (Arras) 29. Roussillon (Perpignan) 30. Flandria i część Hainaut (Lille, parlement w Douai) 31. Franche-Comté (Besançon) 32. Lotaryngia (Nancy) 33. Korsyka (poza mapą, Ajaccio, conseil souverain w Bastii) 34. Nivernais (Nevers) (nie zaznaczone) Trzy Biskupstwa (Metz, Toul i Verdun). |

Pewna część współczesnych francuskich terytoriów nie stanowiła części królestwa w 1789 r.:
1. Hrabstwo Venaissin (Carpentras): lenno papieży (1791). Tak samo miasto Awinion.
2. Republika Miluzy: w federacji z kantonami szwajcarskimi (1798).
3. Sabaudia (Chambéry): lenno Sardynii (1860).
4. Nicea (Nicea): lenno Sardynii (1860).
5. Księstwo Montbéliard (Montbéliard): (1793)

## Prowincje Francji - lista szeroka
Najbardziej oficjalną listę prowincji Francji można odnaleźć w patentach królewskich z 4 marca 1790 r. wydanych na podstawie dekretów Zgromadzenia Narodowego z 15 stycznia oraz 16 i 26 lutego 1790 r. zarządzających podział kraju na 83 departamenty. Mimo normatywnej rangi, jej wartość jako źródła była kilkakrotnie krytykowana (Romanet de Beaune, Berlet), co pokazuje, że do dziś złudna pozostaje możliwość stworzenia pojedynczego spójnego, racjonalnego, systematycznego i ustrukturyzowanego zbioru prowincji, jak i zawarcie go w jednym graficznym czy tekstowym założeniu. 
"Doprawdy zawstydzające jest, kiedy dostrzegamy, z jaką śmiałością geografowie-historycy od ponad wieku nauczają, że Francja podzielona była na ustaloną liczbę metodycznie sklasyfikowanych i wytyczonych prowincji." pisał Armand Brette.
Stąd też prezentowana poniżej szeroka lista oparta jest na różnorodnych, niekoniecznie koherentnych, podziałach i ma na celu jedynie jak najpełniejsze wyliczenie krain, których dotyczyć może pojęcie prowincja Francji.

- Alzacja
  - Dolna Alzacja
  - Górna Alzacja
- Angoumois
- Andegawenia
  - Baugeois
  - Mauges
  - Saumurois
  - Segréen
- Artois
  - Boulonnais
- Aunis
- Owernia
  - Artense
  - Brivadois
  - Caldagues
  - Carlades
  - Cézallier
  - Châtaigneraie
  - Combraille auvergnate
  - Grande Limagne
  - Livradois
  - Margeride
  - Mauriacois
  - Monts Dôme
  - Monts Dore
  - Monts du Cantal
  - Planèze
- Béarn
- Beaujolais
- Berry
  - Górne Berry
  - Sancerrois
  - Pays-Fort
  - Księstwo Boisbelle / Henrichemont
  - Szampania berrijska
  - Boischaut
  - Dolne Berry
- Burbonia
- Burgundia
  - Autunois
  - Auxerrois
  - Auxois
  - Bassigny
  - Châlonnais
  - Charolais
  - Dijonnais
  - Mâconnais
  - Bresse
  - Revermont
  - Bugey
  - Dombes
  - Pays de Gex
  - Valromey
- Bretania
  - Cornouaille (bret. Kerne / Bro Gerne)
  - Léon (bret. Leon / Bro Leon)
  - Pays de Dol (bret. Bro Zol)
  - Pays Nantais (bret. Bro Naoned)
  - Pays Rennais (bret. Bro Roazhon)
  - Pays de Saint-Brieuc
  - Pays de Saint-Malo (bret. Bro Sant-Maloù)
  - Trégor (bret. Treger / Bro Dreger)
  - Vannetais lub Broërec (bret. Bro gWened / Broereg)
- Szampania
  - Brie champenoise
  - Perthois
  - Rhemois
  - Senonais
  - Vallage
- Korsyka
  - Balagne
- Delfinat
  - Baronnies
  - Briançonnais
  - Champsaur
  - Diois
  - Gapençais
  - Grésivaudan
  - Embrunais
  - Valentinois
  - Viennois
- Flandria
  - Flandria morska
  - Flandria walońska
  - Hainaut (w części)
  - Cambrésis
- Hrabstwo Foix
  - Donnezan
- Forez
- Franche-Comté
- Gaskonia
  - Agenois
  - Aguais
  - Airais
  - Albret
  - Armagnac
  - Astarac
  - Dolna Nawarra (w Baskonii)
  - Bazadais
  - Bigorre
  - Brassenx
  - Chalosse
  - Comminges
  - Condomois
  - Couserans
  - Gabardan
  - Grave
  - Grande-Lande
  - Labourd (w Baskonii)
  - Lomagne
  - Maremne
  - Marensin
  - Médoc
  - Pays de Born
  - Pays de Buch
  - Pays de Gosse
  - Pays de Marsan
  - Pays d'Orthe
  - Petites Landes
  - Quatre-Vallées
  - Seignanx
  - Soule (w Baskonii)
  - Tursan
- Gujenna
  - Bordelais
  - Górna Gujenna
  - Lannes
  - Périgord
  - Quercy
  - Rouergue
- Île-de-France
  - Beauvaisis
  - Brie
  - Gâtinais
  - Hurepoix
  - Laonnois
  - Mantois
  - Quart de Noyon
  - Soissonnois
  - Vexin francuskie
  - Valois
- Langwedocja
  - Gévaudan
  - Księstwo Orange
  - Velay
  - Vivarais
- Landau in der Pfalz (Wolne miasto cesarskie przyłączone do Francji w 1680 r., do Bawarii w 1815 r.)
- Limousin
- Lotaryngia
  - Barrois
- Lyonnais
  - Plat pays de Lyonnais
  - Miasto Lyon
  - Franc-Lyonnais
- Maine
- Marche
  - Combrailles
- Nivernais
- Normandia
  - Dolna Normandia
    - Auge
    - Avranchin
      - Mortainais

    - Bessin
    - Bocage virois
    - Campagne de Caen
    - Cotentin
      - Bauptois
      - Bocage
      - Coutançais
      - Hague
      - Plain
      - Pays Saint-Lois
      - Val de Saire

    - Hiémois
    - le Houlme
    - Lieuvin
    - Passais (Domfrontais)

  - Górna Normandia
    - Pays de Bray
    - Pays de Caux
      - Grand Caux
      - Petit Caux
      - Talou

    - Marais Vernier
    - Campagne du Neubourg
    - Pays d'Ouche
    - Roumois
    - Campagne de Saint-André
    - Vexin normandzkie
- Orleania
  - Beauce
  - Blaisois
  - Kraj Chartres
  - Dunois
  - Gâtinais (część orleańska, zw. Gâtinais orléanais)
  - Vendômois
- Perche
  - Górne Perche (Grand Perche)
  - Perche-Gouët (Dolne Perche)
  - Thymerais
- Pikardia
  - Amiénois
  - Boulonnais
  - Calaisis
  - Ponthieu
  - Santerre
  - Thiérache
  - Vermandois
  - Vimeu
- Poitou
- Prowansja
- Roussillon
  - Cerdagne
  - Conflent
- Saintonge
- Turenia
- Trzy Biskupstwa